# アンドレアス・ハンチェ＝オルセン
アンドレアス・ショーベルグ・ハンチェ＝オルセン（Andreas Schjølberg Hanche-Olsen, 1997年1月17日 - ）は、ノルウェー・アーケシュフース県バールム出身のサッカー選手。ノルウェー代表。ブンデスリーガ・1.FSVマインツ05所属。ポジションはDF。

## クラブ経歴
2015年にスターベクIFのトップチームに昇格し、11月に正式にプロ契約を締結。2016年シーズンより出場機会が増え、2017年4月25日には2020年までの契約に合意。以後チームの中心選手に成長した。
2020年10月5日、KAAヘントと3年契約を締結17日のサークル・ブルッヘ戦で移籍後初ゴールを決めた。
2023年1月13日、1.FSVマインツ05に移籍、背番号は「25」を着用することが発表された。

## 代表経歴
2013年から5年間、ユース世代のノルウェー代表でプレー。2020年11月のUEFAネーションズリーグにフル代表初招集。18日のオーストリア戦で代表初出場を果たした。

## タイトル
KAAヘント
- ベルギーカップ : 1回（2022年）